# Roar of the Iron Horse
Roar of the Iron Horse é um seriado estadunidense de 1951, gênero western, dirigido por Spencer Gordon Bennet e Thomas Carr, em 15 capítulos, estrelado por Jock Mahoney e Virginia Herrick. Foi produzido e distribuído pela Columbia Pictures, e veiculou nos cinemas estadunidenses a partir de 5 de maio de 1951.
Foi o 45º entre os 57 seriados produzidos pela Columbia Pictures.

## Sinopse
O seriado apresentou o herói Jock Mahoney , liderando pela primeira vez o elenco de um seriado, interpretando Jim Grant, um agente da ferrovia, opondo-se a um “durão” típico alemão, George Eldred, chamado “The Baron”. Líder de uma aliança na América, o famoso Barão tenta sabotar a construção da ferrovia transcontinental com todos os meios ao seu alcance, estrategicamente, subornando os índios locais para fazer o trabalho sujo. Mahoney foi uma escolha ideal para interpretar o personagem principal, e o papel marcou o início de um longo e gratificante associação com a Columbia Pictures.

## Elenco
- Jock O'Mahoney … Jim Grant
- Virginia Herrick … Carol Lane
- William Fawcett … Rocky
- Hal Landon … Tom Lane
- Jack Ingram … Homer Lathrop
- Mickey Simpson … Cal
- George Eldred … The Baron
- Myron Healey … Ace
- Rusty Wescoatt as Scully
- Frank Ellis … Beefy
- Pierce Lyden … Erv Hopkins
- Dick Curtis … Campo
- Hugh Prosser … Lefty
- Tommy Farrell … Del
- Bud Osborne … Fora-da-lei
- Rick Vallin … White Eagle

## Crítica
Cline escreveu que Roar of the Iron Horse foi um lançamento excepcional de 1951.

## Capítulos
1. Indian Attack
2. Captured by Redskins
3. Trapped by Outlaws
4. In the Baron's Stronghold
5. A Ride for Life
6. White Indians
7. Fumes of Fate
8. Midnight Marauders
9. Raid of the Pay Train
10. Trapped on a Trestle
11. Redskin's Revenge
12. Plunge of Peril
13. The Law Takes Over
14. When Killers Meet
15. The End of the Trail

Fonte: